# 1502
| [ Edytuj tabelę ]                          | |
| Król Polski                                | - 1501 Aleksander Jagiellończyk 1506 |
| Współksiążęta Andory                       | - 1472 Pere de Cardona 1512 - 1483 Katarzyna z Nawarry 1512 - 1484 Jan III 1516 |
| Król Anglii                                | - 1485 Henryk VII 1509 |
| Król Aragonii i Walencji, hrabia Barcelony | - 1479 Ferdynand Aragoński 1516 |
| Władca Azteków                             | - 1486 Ahuitzotl 1502 - 1502 Montezuma II 1520 |
| Elektor Brandenburgii                      | - 1499 Joachim I Nestor 1535 |
| Książę Bawarii-Landshut                    | - 1479 Jerzy Bogaty 1503 |
| Książę Bawarii-Monachium                   | - 1465 Albert IV Mądry 1503 |
| Sułtan Brunei                              | - 1473 Bolkiah 1521 |
| Cesarz Chin                                | - 1487 Hongzhi 1505 |
| Król Czech                                 | - 1490 Władysław II Jagiellończyk 1516 |
| Król Danii                                 | - 1481 Jan Oldenburg 1513 |
| Dalajlama                                  | - 1475 Gendun Gjaco 1541 |
| Władca Egiptu                              | - 1501 Kansuh al-Ghauri 1516 |
| Cesarz Etiopii                             | - 1494 Naod 1508 |
| Król Francji                               | - 1498 Ludwik XII 1515 |
| Hrabia Holandii                            | - 1494 Filip I Piękny 1506 |
| Szach Iranu                                | - 1501 Isma’il I 1524 |
| Władca Inków                               | - 1493 Huayna Capac 1527 |
| Lord Irlandii                              | - 1485 Henryk VII Tudor 1509 |
| Cesarz Japonii                             | - 1500 Go-Kashiwabara 1526 |
| Kalif                                      | - 1497 Al-Mustamsik 1508 |
| Król Kastylii i Leónu                      | - 1474 Izabela I Katolicka 1504 |
| Patriarcha Konstantynopola                 | - 1498 Joachim I 1502 - 1502 Nefon II 1502 |
| Władca Korei                               | - 1494 Yŏngsan 1506 |
| Wielki książę litewski                     | - 1492 Aleksander Jagiellończyk 1506 |
| Sułtan Maroka                              | - 1472 Muhammad asz-Szajch al-Mahdi 1505 |
| Senior Monako                              | - 1494 Jan II 1505 |
| Wielki książę moskiewski                   | - 1462 Iwan III Srogi 1505 |
| Król Nawarry                               | - 1484 Katarzyna z Nawarry i Jan d’Albret 1516 |
| Król Norwegii                              | - 1483 Jan Oldenburg 1513 |
| Sułtan Omanu                               | - 1500 Muhammad ibn Isma’il 1529 |
| Elektor Palatynatu                         | - 1476 Filip 1508 |
| Papież                                     | - 1492 Aleksander VI 1503 |
| Król Portugalii                            | - 1495 Manuel I 1521 |
| Cesarz Rzymski (niemiecki)                 | - 1493 Maksymilian I Habsburg 1519 |
| Kapitanowie Regenci San Marino             | - 1501 Cristoforo di Giacomino di Bartolo Biagio di Bartolo Pasini 1502 - 1502 Antonio di Girolamo Gabriele di Bartolo 1502 - 1502 Giuliano di Bartolomeo Angelo di Paolo Fabbri 1503 |
| Elektor Saksonii                           | - 1486 Fryderyk I Mądry 1525 |
| Król Szkocji                               | - 1488 Jakub IV 1513 |
| Król Szwecji                               | - 1501 Sten Sture Starszy 1503 |
| Król Tajlandii                             | - 1491 Ramathibodi II 1529 |
| Sułtan Turków                              | - 1481 Bajazyd II 1512 |
| Doża Wenecji                               | - 1501 Leonardo Loredano 1521 |
| Król Węgier                                | - 1490 Władysław II 1516 |
| Cesarz Wietnamu                            | - 1497 Lê Hiến Tông 1504 |
| Wielki mistrz zakonu krzyżackiego          | - 1498 Fryderyk Wettyn 1510 |

Rok 1502 / MDII
stulecia: XV wiek ~
XVI wiek ~
XVII wiek

lata: 1492 «
1497 «
1498 «
1499 «
1500 «
1501 «
1502
» 1503
» 1504
» 1505
» 1506
» 1507
» 1512

## Wydarzenia w Polsce
- 13 stycznia – król Aleksander Jagiellończyk zwolnił mieszczan bydgoskich z ceł od towarów przywożonych w drodze powrotnej z Gdańska.
- po 10 lutego – w Krakowie zakończył się sejm koronacyjny[1].
- Tatarzy spalili Łagów w Górach Świętokrzyskich.
- Rozpoczęła się przebudowa Wawelu w Krakowie.
- Odbył się Sejm koronacyjny Aleksandra Jagiellończyka.

## Wydarzenia na świecie
- 1 stycznia – pierwsza portugalska wyprawa dotarła do zatoki Guanabara nad którą dzisiaj leżą miasta Rio de Janeiro i Niterói.
- 12 lutego – Vasco da Gama ruszył w II wyprawę do Indii.
- 9 maja – Krzysztof Kolumb rozpoczął czwartą, ostatnią podróż do Nowego Świata.
- 21 maja – portugalski żeglarz João da Nova odkrył Wyspę Świętej Heleny.
- 15 czerwca – Krzysztof Kolumb odkrył Martynikę.
- 30 lipca – Krzysztof Kolumb w czasie swej czwartej wyprawy do Nowego Świata wylądował na wyspie Guanaja u wybrzeży Hondurasu.
- 18 października – elektor Saksonii Fryderyk III Mądry założył Uniwersytet w Wittenberdze.
- 2 listopada – Krzysztof Kolumb odkrył zatokę Portobelo w dzisiejszej Panamie.
- Montezuma II, ostatni władca Azteków, wybrany tlatoanim.
- Upadek Złotej Ordy.

## Urodzili się
- 7 stycznia – Grzegorz XIII, papież (zm. 1585)
- 20 stycznia – Sebastian od Objawienia, hiszpański franciszkanin, błogosławiony katolicki (zm. 1600)
- 2 lutego – Damião de Góis, portugalski humanista i filozof (zm. 1574)
- 10 kwietnia – Otto Henryk Wittelsbach, książę Palatynatu-Neuburg, elektor Palatynatu reńskiego (zm. 1559)
- 6 czerwca – Jan III, król Portugalii (zm. 1557)
- 14 września – Ludwik II Wittelsbach, książę Palatynatu-Zweibrücken (zm. 1532)
- data dzienna nieznana: 
  - Jakub Uchański, prymas Polski, sekretarz wielki koronny (zm. 1581)
  - Godfryd van Duynsen, holenderski duchowny katolicki, męczennik, święty (zm. 1572)
  - Antoni Maria Zaccaria, włoski zakonnik, założyciel barnabitów, święty katolicki (zm. 1539)

## Zmarli
- 18 lutego – Jadwiga Jagiellonka, królewna polska, księżniczka litewska, księżna bawarska (ur. 1457)
- 2 kwietnia – Artur Tudor, książę Walii, najstarszy syn króla Henryka VII (ur. 1486)
- data dzienna nieznana: 
  - Ahuitzotl, tlatoani (władca) Azteków